# Субота і неділя (фільм)
«Субота і неділя» (рос. «Суббота и воскресенье») — російський радянський художній фільм 1982 року режисера Костянтина Апрятіна.

## Сюжет
Розповідь про маленького хлопчика і його друга — дворового собаки.

## У ролях
- Андрюша Кузнецов
- Олександр Абдулов
- Ірина Алфьорова
- Володимир Басов
- Валентин Гафт
- Роман Філіппов
- Тетяна Дербеньова

## Творча група
- Сценарій: Юрій Волович
- Режисер: Костянтин Апрятін
- Оператор: Володимир Брусін
- Композитор: Євген Крилатов